# Acer circinatum
Pour les articles homonymes, voir Acer.
Espèce
Classification APG III (2009)
L'érable circiné, Acer circinatum, aussi appelé « érable à feuilles rondes », est une espèce de plantes à fleurs de la famille des Sapindaceae. C'est un érable appartenant à la section Palmata de la classification des érables.
Originaire d'Amérique du Nord, il donne de belles couleurs rouges sur ses terres d'origine mais beaucoup moins marquées en Europe.
Cet érable croît habituellement sous la forme d'un arbuste de 5 à 8 mètres de haut mais peut  atteindre des tailles plus élevées, exceptionnellement jusqu'à 18 mètres.

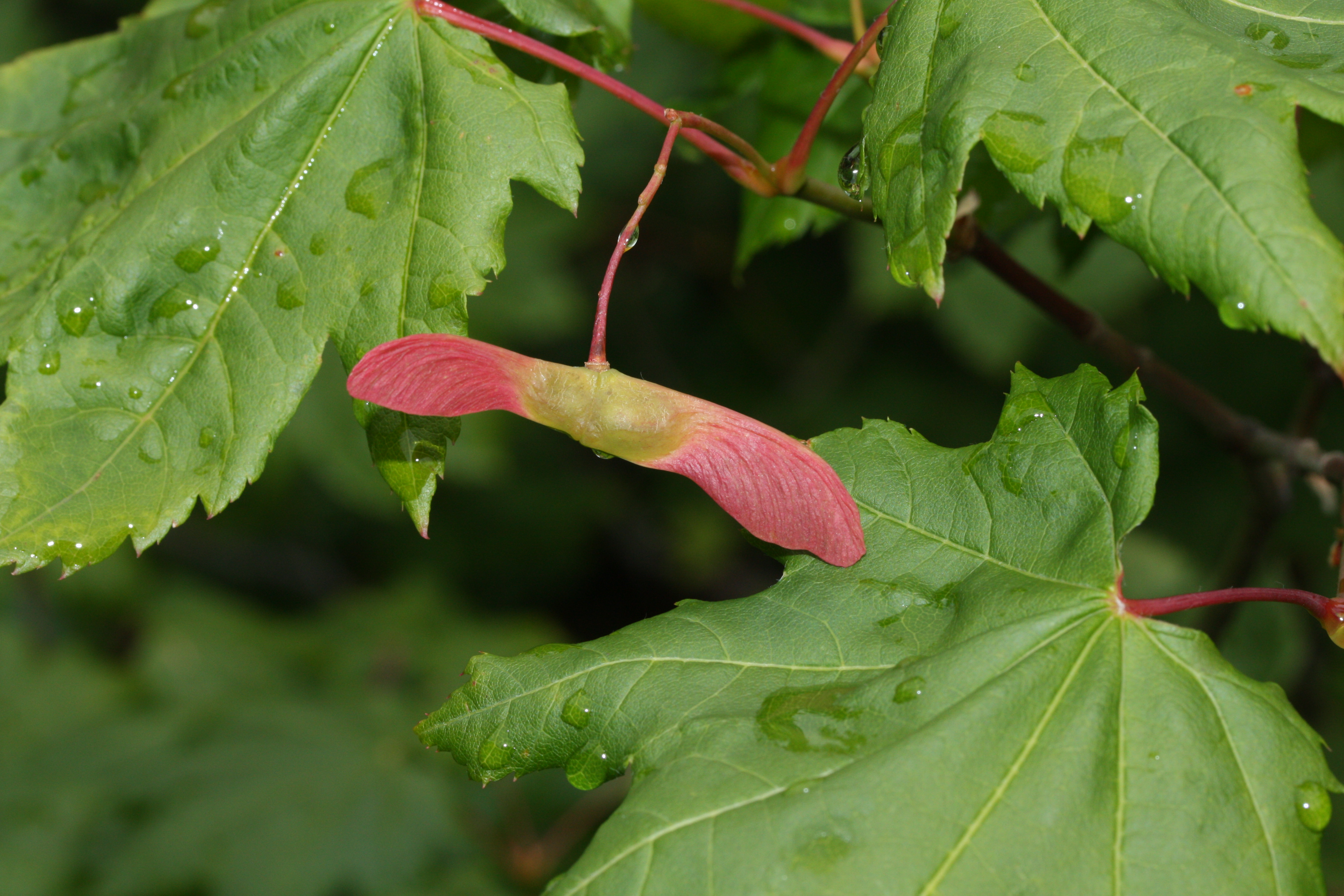
Fruits : disamares
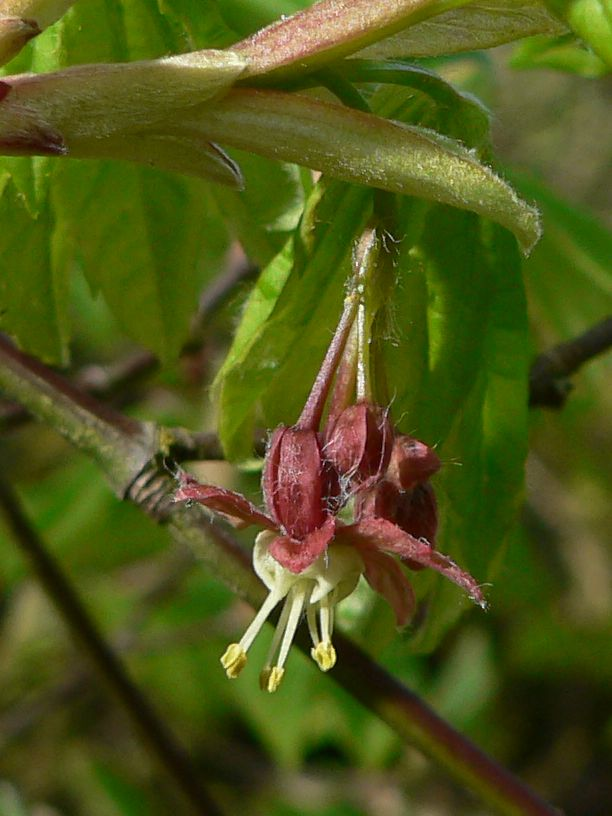
Fleur
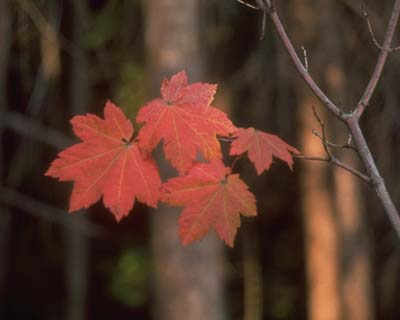
Couleur d'automne
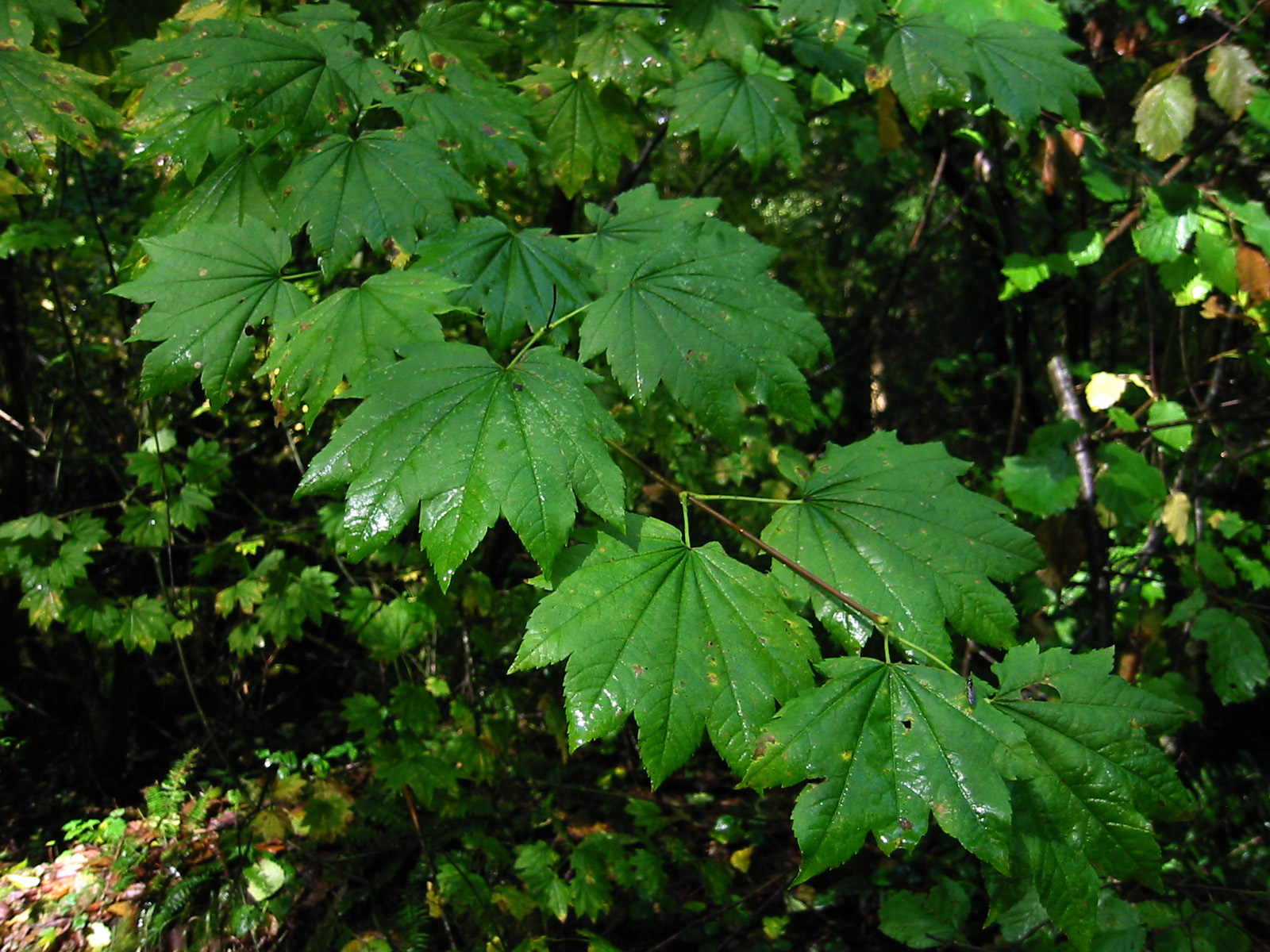
Feuillage printanier